# Royaume de Finlande (1742)
 (juillet 2015).
Si vous disposez d'ouvrages ou d'articles de référence ou si vous connaissez des sites web de qualité traitant du thème abordé ici, merci de compléter l'article en donnant les références utiles à sa vérifiabilité et en les liant à la section « Notes et références ».
Pour un article plus général, voir Histoire de la Finlande.
Pour les articles homonymes, voir Royaume de Finlande.

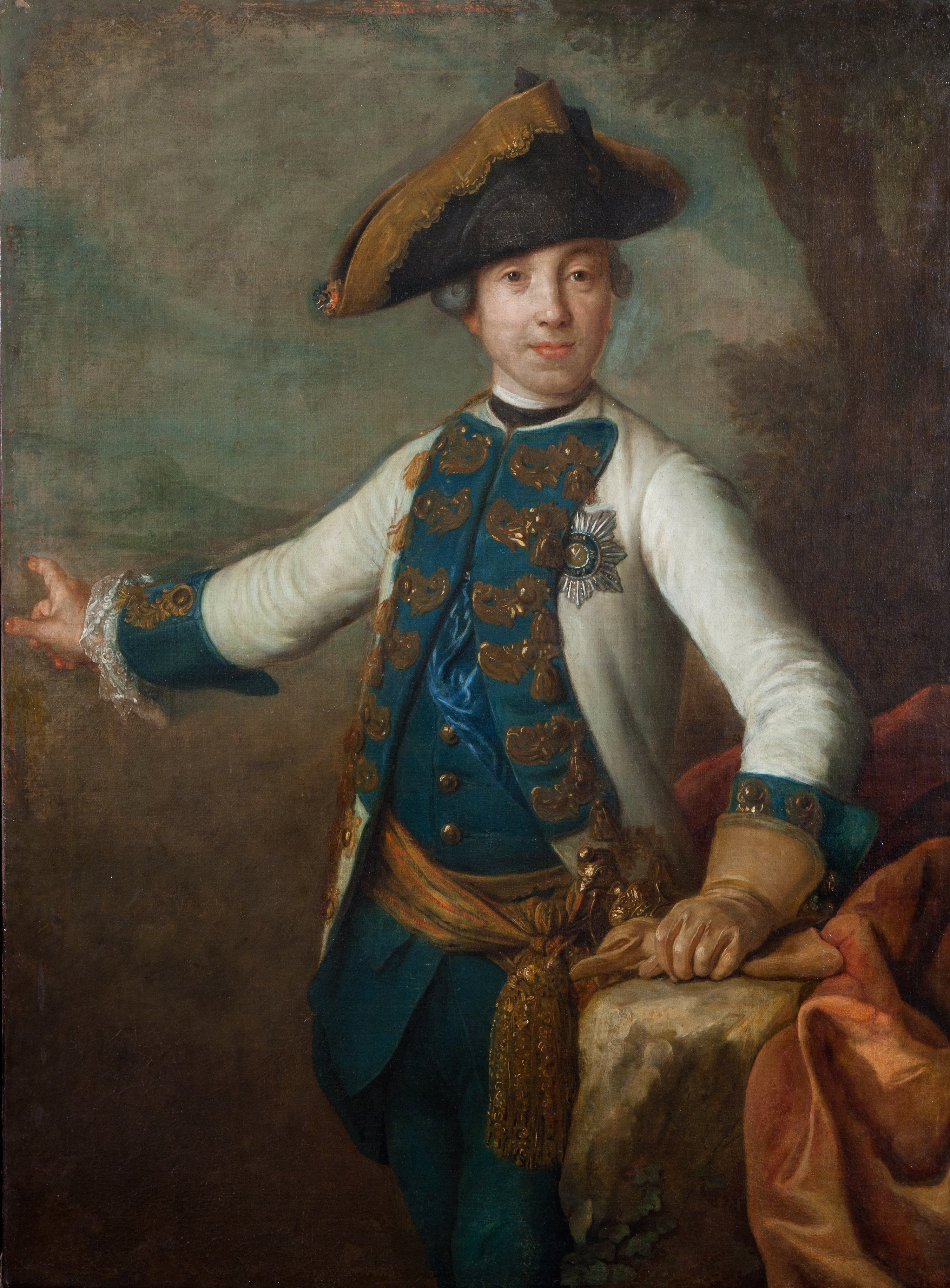
Pierre de Holstein-Gottorp (futur empereur de Russie sous le nom de Pierre III).

La tentative d'établissement du royaume de Finlande en 1742 est le premier essai pour établir un royaume indépendant en Finlande. L'Empire russe ayant pris la Finlande qui appartenait à la Suède, les Finlandais choisissent d'élire Pierre de Holstein-Gottorp comme roi pour leur nouveau royaume. Mais la tentative d'instaurer une monarchie stable échoue.

## Tentative d'instaurer une monarchie finlandaise

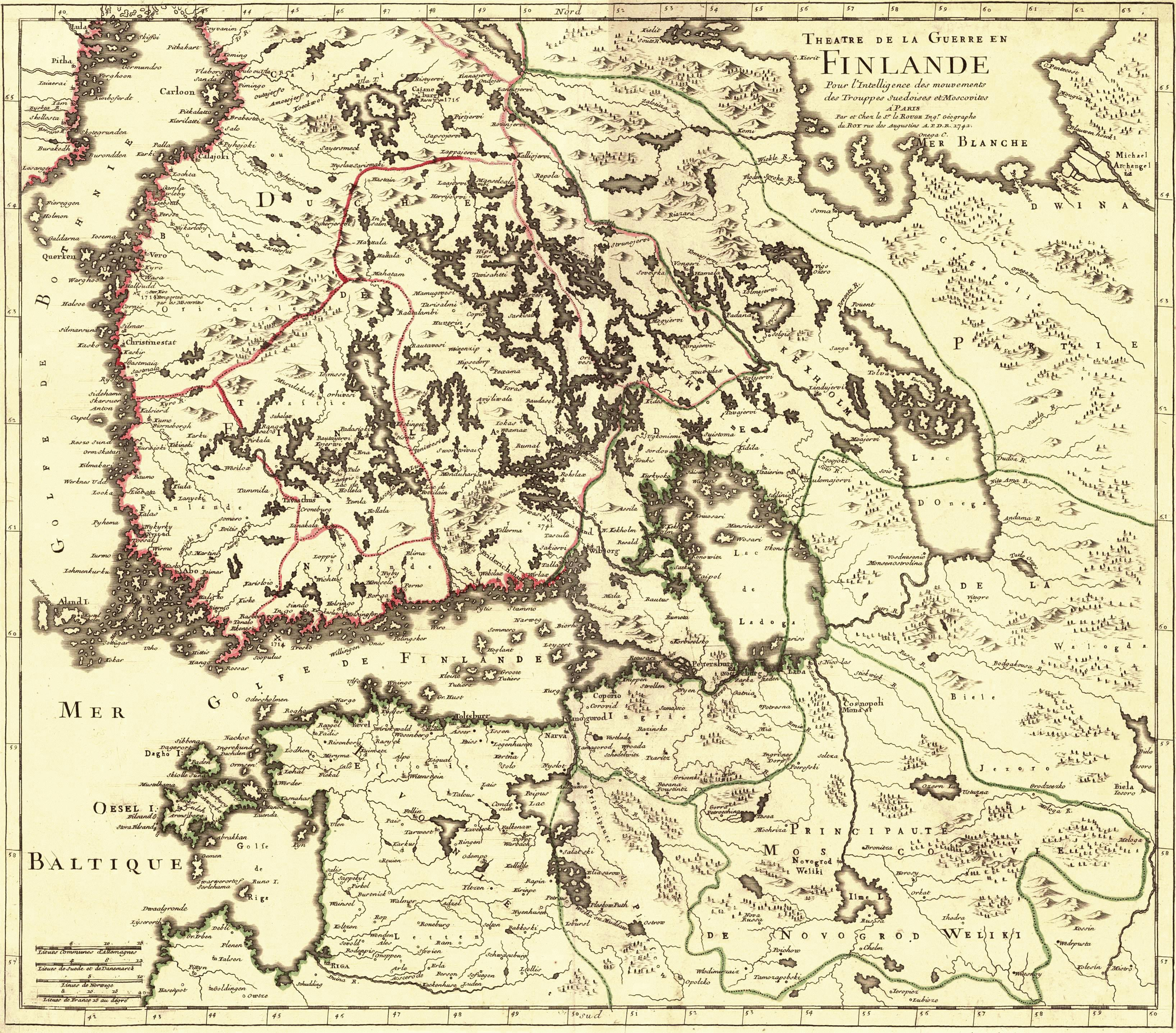
Théatre de la guerre en Finlande

En 1742, lors de l'occupation russe de la Finlande lors de la guerre russo-suédoise de 1741-1743 et à la suite de vagues promesses de création d'un État indépendant, les quatre ordres finlandais se réunissent à Turku. Ils décident de demander à l'impératrice Élisabeth de Russie si le duc Pierre de Holstein-Gottorp (futur empereur de Russie sous le nom de Pierre III), petit-neveu du dernier roi Charles XII de Suède, pouvait être proclamé roi de Finlande. Toutefois, la situation politique et militaire rend rapidement caduque l'idée d'indépendance finlandaise, et elle s'évanouit alors.